# Clista muscaeformis
Clista muscaeformis là một loài ruồi trong họ Tachinidae.